# Pantomim
El pantomim (en llatí Pantomimus, en grec antic παντόμιμος) va ser una mena d'actor, propi de l'antiga Roma que interpretava una mena de peça dramàtica on es representava una història a través de la dansa i del moviment rítmic d'un sol ballarí.
La paraula pantomimus no s'aplicava mai, al contrari de mimus, a la peça representada, sinó només a l'intèrpret. La dansa pantomímica es va representar gairebé amb exclusivitat a l'època de l'Imperi Romà.
Quan el públic va perdre l'interès per la interpretació completa de les tragèdies, es van representar aquells drames en parts separades, especialment aquells fragments anomenats cantica, principalment els monòlegs i els cors. L'acció dramàtica es va convertir en ball i el discurs es va convertir en cant, i com que les dues formes no les podia interpretar un sol actor, es van separar. La pràctica es va posar de moda, sobretot quan Pílades de Cilícia i Bàtil d'Alexandria, dos ballarins molt hàbils, cap a l'any 22 aC van aconseguir que aquest tipus de ball (anomenat després Ἰταλικὴ ὄρχησις) fos una mena de diversió plenament reconeguda a Roma. Aquests espectacles eren apreciats per tota mena de persones, també les persones cultes. Sèneca l'anomenava la seva "debilitat" (morbum meum). Llucià de Samòsata hi va dedicar un encomi entusiasta, i Libani en va escriure un llarg tractat. Llucià trobava que aquest tipus de ball era excel·lent, i deia que aconseguia que els espectadors es coneguessin millor i sortissin del teatre amb les idees més clares de què havien de fer i què no.
Els millors poetes van escriure peces especials per a les pantomimes, a les que s'anomenava fabulae salticae. Els temes tractats eren molt diversos, però generalment eren aventures amoroses. Mart i Venus per Llucià, Júpiter i Leda per Juvenal, Cínires i Mirra segons diu Flavi Josep, Fedra i Hipòlit segons Llucià, que també parla d'una obra dedicada a Seleuc i Estratonice. De vegades hi havia altres protagonistes, com ara Hèrcules Furens, Isis i Osiris, Polícrates, Turnus i d'altres herois i divinitats estrangeres. Llucià diu que tots els temes mítics i històrics, des del Caos fins a la mort de Cleòpatra, eren temes aptes per a les pantomimes, i explica amb molt de detall una sèrie d'històries d'aquesta mena.
El ball l'interpretava un sol actor, i molt poques vegades n'apareixia un segon. L'actor representava successivament diversos personatges, tots a la mateixa obra, i de vegades interpretava fins a cinc personatges diferents. Un cor interpretava les cantica, que acompanyaven els diferents balls. El text per unir les diverses escenes era probablement una mena de recitatiu cantat pel cor, mentre l'actor tenia temps de canviar-se de roba. L'acompanyament al ball i al cor anava a càrrec d'una orquestra, que en els seus inicis era només una sola flauta.
L'actor no parlava, sinó que intentava transmetre missatges amb el llenguatge corporal, amb gestos, moviments i actituds, però sempre amb els moviments rítmics com en un ballet. Els ballarins eren coneguts com a saltatio. L'art dels pantomims s'anomenava musica muta.